# Centrum Ludvíka Zamenhofa v Bělostoku
Centrum Ludvíka Zamenhofa (v polštině Centrum im. Ludwika Zamenhofa, zkráceně CLZ) je městská kulturní organizace v polském Bělostoku v Podleském vojvodství, která pokračuje v odkazu zakladatele esperanta Ludvíka Zamenhofa.
Byla zřízena na základě návrahu starosty Bělostoku v rámci Světového kongresu esperanta, který se ve městě konal v r. 2009. Zpočátku centrum působilo jako sekce Bělostockého kulturního centra a od ledna 2011 je samostatnou institucí.
Centrum nabízí svým návštěvníkům stálou multimediální výstavu Bělostok mladého Zamenhofa, v rámci interkulturního vzdělávání pořádá pro veřejnost různé krátkodobé výstavy, koncerty, filmová promítání, divadelní představení, pořádá pravidelně diskuse, přednášky a edukační dílny pro děti a mládež.
Programy slouží – v duchu humanistického odkazu L. L. Zamenhofa – ke sblížení a vzájemnému porozumění mezi lidmi a překonání etnického, náboženského, historického, kulturního a zeměpisného rozdělení.
V r. 2010 zde byla rovněž zřízena pobočka městské knihovny, plně věnovaná jazyku esperantu.